# 함덕고등학교
함덕고등학교(咸德高等學校)는 대한민국 제주특별자치도 제주시 조천읍 신흥리에 있는 공립 고등학교이다.

## 학교 연혁
- 1953년 4월 7일 : 함덕농업고등학교 축산과 3학급, 농업과 3학급(계 6학급) 인가
- 1953년 5월 22일 : 함덕농업고등학교로 개교(조천읍 함덕리 955-3)
- 1956년 11월 30일 : 초대 교장 양동규 선생 취임
- 1972년 9월 12일 : 함덕상업고등학교 상업과 3학급으로 학칙 변경(농업과 폐지)
- 1978년 7월 24일 : 현 위치로 이설(제주특별자치도 제주시 조천읍 신흥리 215)
- 1981년 11월 4일 : 함덕종합고등학교 상업과 18학급, 보통과 6학급으로 학칙 변경
- 1998년 3월 1일 : 함덕정보산업고등학교로 교명 변경
- 2008년 3월 1일 : 함덕고등학교(제주특별자치도 조례 제348호)로 교명 변경
- 2019년 3월 1일 : 학칙 변경 음악과 6학급, 일반과 12학급
- 2024년 9월 2일 : 제33대 교장 김시현 선생 취임
- 2025년 1월 2일 : 제70회 졸업식(졸업생 114명, 총 11,580명)
- 2025년 3월 4일 : 제73회 입학식(149명)

## 설치 학과
- 음악과
- 일반학과

## 참고 자료
- 함덕고등학교 - 한국교육학술정보원 학교알리미